# Indikativ
Der Indikativ (aus lateinisch modus indicativus „zur Aussage geeigneter Modus“ zu lat. indicare „anzeigen, vorbringen“), traditionell auch Wirklichkeitsform, ist neben dem Imperativ und dem Konjunktiv einer der drei grammatischen Modi des Verbs im Deutschen. Der Indikativ ist die unmarkierte, also neutrale oder merkmallose Ausprägung des Modus, wogegen für das Erscheinen von Konjunktiv und Imperativ spezielle Bedingungen gelten bzw. spezielle Bedeutungen verantwortlich sind. Als neutrale Modusform ist der Indikativ auch die häufigste.

## Indikativ im Ausdruck von Wirklichkeit oder Möglichkeit
Der Indikativ wird in der deutschen Grammatik traditionell als „Wirklichkeitsform“ bezeichnet und dem Konjunktiv als der „Möglichkeitsform“ gegenübergestellt. Dies ist jedoch nicht wörtlich zu nehmen; es handelt sich um bloße Benennungen für grammatische Merkmale. Der Konjunktiv bedeutet nicht „dass etwas möglich ist“, und der Indikativ bedeutet nicht „dass etwas wirklich ist“. Es gibt häufig Aussagen, die inhaltlich gesehen von Möglichkeiten handeln (modale Aussagen) und die grammatisch im Indikativ stehen:
- „Ich kann dir Geld leihen.“ (Indikativ-Form des Modalverbs können)

Vgl.: „Ich könnte dir Geld leihen.“ (Konjunktiv-Form des Modalverbs)
Beide Sätze bezeichnen eine Möglichkeit, nur ist die Möglichkeit unterschiedlich naheliegend oder fernliegend.
- „Falls er einen Job findet, werde ich mein Geld sicherlich zurückbekommen.“ (Indikativ des Verbs finden im hypothetischen Bedingungssatz)
- „Vielleicht leiht ihm noch jemand was.“ (Möglichkeit wird durch das Adverb „vielleicht“ ausgedrückt, nicht durch den Verbmodus.)
- „Niemand läuft von Andechs nach Aufhausen in 10 Minuten.“ (= „Es ist für niemanden möglich, diese Strecke so schnell zurückzulegen“; Modalität ohne äußere Kennzeichnung).[3]

Nur umgekehrt kann der Konjunktiv sich nicht auf wirkliche Sachverhalte beziehen:
- „Es hat nicht geregnet. Das Wasser wäre wieder gestiegen.“

Anders als der erste Satz muss der zweite Satz sich auf einen hypothetischen Fall beziehen. Insofern ist also der Konjunktiv eine für Nicht-Reales markierte Form, der Indikativ jedoch eine neutrale Form.
Der Indikativ bezeichnet also nicht grundsätzlich die Wirklichkeit, sondern es ergibt sich nur umgekehrt: Wenn man über Wirkliches redet, dann bleibt keine andere Form als der Indikativ.

## Indikativ im Ausdruck von Aussage oder Aufforderung
Der Kontrast Indikativ–Imperativ verhält sich analog wie der Kontrast zum Konjunktiv: Der Imperativ ist ein Modus, der nur Aufforderungen ausdrücken kann – der Indikativ ist hingegen neutral, und es kann auch Aufforderungen geben, die im Indikativ erscheinen (siehe auch Imperativ (Modus) #Indikativ). Solche Funktionen des Indikativs zeigt manchmal der sogenannte Adhortativ, also eine Aufforderung an Gruppen, denen der Sprecher selbst angehört. Ein entsprechender Imperativ der 1. Person Plural fehlt; nur der Imperativ von „lassen“ kann Adhortative bilden, wie: „Lass (sg.) / Lasst (pl.) uns eine Pizza essen gehen“. Standardsprachlich erscheint als Adhortativ sonst der Konjunktiv I. In der Umgangssprache kann dieselbe Funktion aber auch vom Indikativ übernommen werden. Beispiele:
- „Seien / Sind wir doch mal ehrlich!“
- „Versuchen wir es doch später nochmal!“

Für das erste Beispiel können (je nach Stilebene) beide Varianten vorkommen. In Beispielen wie dem zweiten wären Konjunktiv I und Indikativ äußerlich sowieso nicht unterscheidbar, als einziges Verb kann „sein“ einen Kontrast dieser Formen zeigen. In diesen anderen Fällen ist bereits grundsätzlich unklar, ob die Formen immer als Konjunktiv empfunden werden oder ob hier sowieso ein Indikativ als Ausdruck der Aufforderung zu sehen wäre.

## Sprachvergleichende Themen
Als neutraler Modus ist es auch der Indikativ, der in Kombination mit allen anderen grammatischen Kategorien des Verbs verfügbar ist (Aktiv/Passiv, Gegenwart/Vergangenheit/Zukunft). Das Erscheinen eines Konjunktivs ist demgegenüber eher eingeschränkt, zum Beispiel fehlt im Lateinischen die Indikativ-Konjunktiv-Unterscheidung im Futur und Futurformen zählen daher als Indikativ.
In den Sprachen der Welt gibt es unterschiedliche Systeme mit unterschiedlichen Modus-Kontrasten. Die Variation besteht hierbei in der Art der sozusagen konjunktivischen Modi: Statt Indikativ/Konjunktiv gibt es zum Beispiel ein System Indikativ/Subjunktiv/Konditionalis (in den romanischen Sprachen). Bei Sprachen, in denen ein Modus als Irrealis abgegrenzt ist, wird der indikativische Modus, der dem gegenübersteht, meist als Realis bezeichnet.